# Dénezé-sous-Doué
Dénezé-sous-Doué è un comune francese di 459 abitanti situato nel dipartimento del Maine e Loira nella regione dei Paesi della Loira.

## Società

### Evoluzione demografica
Abitanti censiti